# 上有知藩
上有知藩（こうずちはん）は、美濃国武儀郡上有知（現在の岐阜県美濃市美濃町地区）を居所として、江戸時代初期まで存在した藩。関ヶ原の戦い後、当地を加増分として与えられた飛騨高山城主金森長近は、当地に居城を移し、城下町を整備した。1608年に長近が没すると金森家の所領は分割され、上有知金森家は1611年に無嗣断絶となった。

## 歴史

### 佐藤氏の時代
上有知（こうずち/こうづち）は長良川に面し、見坂峠を越えて飛騨に向かう街道（津保街道あるいは飛騨街道）と、郡上方面に向かう街道（郡上街道。郡上からは越前方面に通じる）が分岐する交通の要衝であった。戦国時代、佐藤清信が当地に拠り、鉈尾山に鉈尾山城を、その麓の長良川河畔に居館を営んだ。清信の跡を継いだ佐藤秀方は織田信長・豊臣秀吉に従い、秀吉による飛騨平定後の一時期、就封が遅れた金森長近（当時は越前大野城主）に代わり、飛騨の管理に当たるべく、萩原諏訪城代を務めている。秀方は武儀郡の大半、2万5000石を治めた。
文禄3年（1594年）の秀方の死後、子の方政が跡を継いだ。方政は慶長5年（1600年）の関ヶ原の役で西軍に加担。岐阜城の戦いに敗れ、戦後に改易された。

### 金森氏の時代

#### 金森長近の入封
金森長近（兵部卿法印）は土岐氏の一族とされ、織田信長、ついで豊臣秀吉に仕えた。天正13年（1585年）には豊臣秀吉の命を受けて飛騨国を平定し、翌天正14年（1586年）に飛騨一国3万8700石を領し、高山城主となった。金森家と佐藤家は姻戚で、金森長近の姉が佐藤秀方に嫁いでいる。
慶長5年（1600年）、金森長近と養子の可重（出雲守）父子は会津攻めに従軍していたが、石田三成らが挙兵すると東軍に与した。長近は家康と同行して東海道を進み、可重は本国飛騨に帰国して濃飛国境を固めた。郡上八幡城の稲葉氏（城主は稲葉貞通）が西軍に属して飛騨攻めの姿勢を見せたため、可重は遠藤慶隆（郡上八幡城の旧城主）とともに八幡城を攻撃した（八幡城の合戦）。次いで父子で家康に従い,
9月15日の関ヶ原本戦に参加した。
戦後の10月5日、長近は恩賞として美濃国武儀郡上有知・関、および河内国金田において2万3000石を加増され（『寛政重修諸家譜』）、合計6万1000余石を領した。長近は新領地となった上有知に本拠を移すこととした。慶長6年（1601年）には「尾崎丸山」と呼ばれた独立丘陵を京都の名勝にちなんで「小倉山」に改称し、その南麓に新城（小倉山城）を築いた。上有知（を含む武儀郡）の領有は、本領である飛騨の入り口にあたる土地（「飛騨の口郡」）として長近が家康に懇請したものと伝えられている。
長近の入封当時、下渡地区に長良川の河港があり、その南方の氾濫原（「六反」と呼ばれる水田地帯。現在の美濃市中央付近）に町場（古町）が所在していた。慶長7年（1602年）4月に長良川で水害が発生し、古町は甚大な被害を被った。長近は水害を避けるため、小倉山城からは長之瀬川を隔てた台地上（「亀ヶ岡」）に町を移すこととし、町割りを行った。慶長7年（1602年）頃に河港は小倉山城の麓に移されて整備された（上有知湊）。新たな城下町には慶長11年（1606年）に古町からの移住が命じられたという。長近は新たな城下町で六斎市を開設し、戦国末期には衰微して関に移っていたという商業中心地の役割を取り戻した。

#### 上有知と飛騨
関ヶ原の戦い以前、可重は長近から飛騨古川（現在の飛騨市古川町）の増島城を預けられており、1万石を付されていた。長近は上有知に移るにあたって、高山城を可重に預けた。
一説に長近は上有知を隠居料として与えられ、飛騨一国（高山藩）は可重に譲ったともされる。この時期の金森家の領国について、長近は可重に飛騨一国（高山藩）3万8700石を譲り、長近は上有知藩2万3000石を領したと記されることもある。
慶長10年（1605年）、金森長近は飛騨国の郷村の石高帳を作成している。一方、慶長9年（1604年）に諸大名に江戸で屋敷地を与えられた際、金森可重も外桜田に屋敷を与えられている。

#### 所領分割から廃藩まで
最晩年となる慶長11年（1606年）から、長近は伏見の別邸に暮らした。この慶長11年（1606年）、長近に実子で二男の長光（五郎八）が誕生した。長光の母について『寛政譜』では「某氏」とのみあるが、『金森大系図』等によれば長近の正室（継室）で、没後に「久昌院」の院号（院殿号）で呼ばれる女性である。
慶長13年（1608年）8月12日、長近は84歳で死去した。家督は可重が継いだ。『寛政譜』によれば、可重は長近の遺領のうち飛騨国（飛騨高山藩3万8700石）を領し、美濃・河内両国内2万3000石は長光に分与したといい、長光はここから河内国内の3000石を「母および家臣等」に分与した。この記述に従えば、長光の知行地は美濃国内2万石である。『断家譜』も長光が2万石を継いだとする。
慶長16年（1611年）10月、長光は6歳で夭折した。これにより上有知藩は廃藩となった。

### 後史
『寛政譜』によれば、長光の家臣であった「島四郎兵衛」（島三安（四郎左衛門））・肥田忠親（主水）・池田政長（図書）が幕臣として召し出され、上有知藩旧領でそれぞれ1000石が与えられた。
長光の母・久昌院は、寛永2年（1625年）4月11日に没した。久昌院は終生河内金田に住した、あるいは金田3000石を領したと伝えられる。下有知村（現在の関市下有知）については『慶長郷帳』に、「金森後室」が1000石を領していたことが確認される（ほか池田図書・肥田主水・寺領との相給）であったことが記されている。

## 歴代藩主
金森家
外様
1. 金森長近
2. 金森長光

## 領地

### 上有知

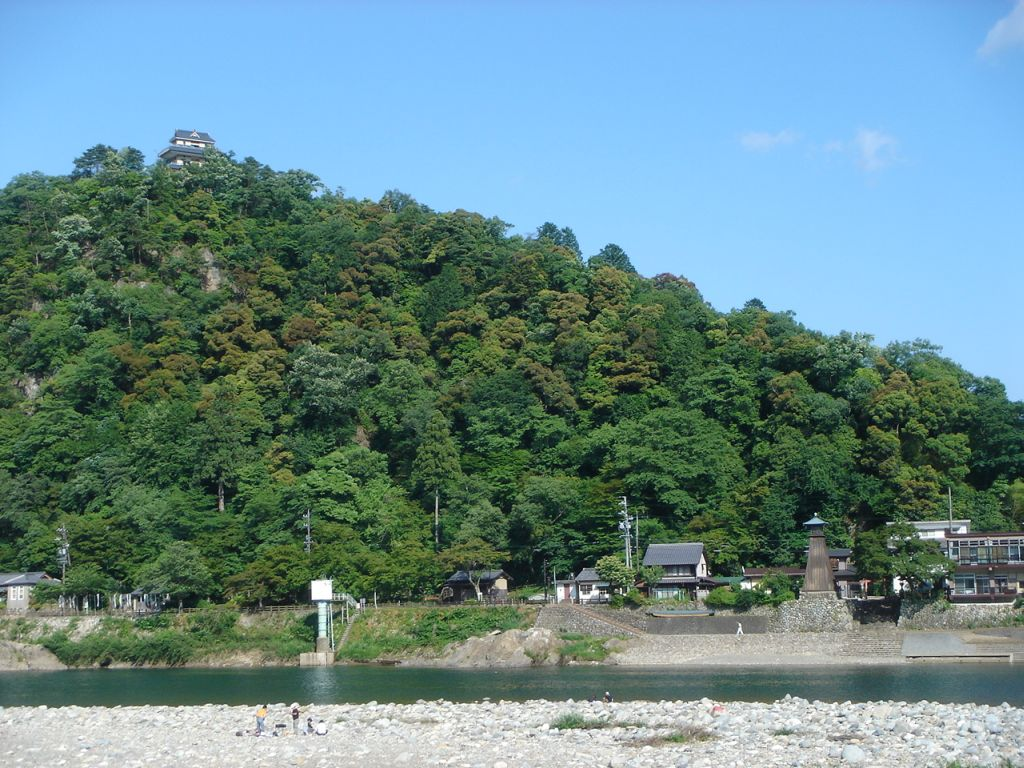
長良川に面した小倉山と上有知湊跡。小倉山山頂には模擬櫓が見える。

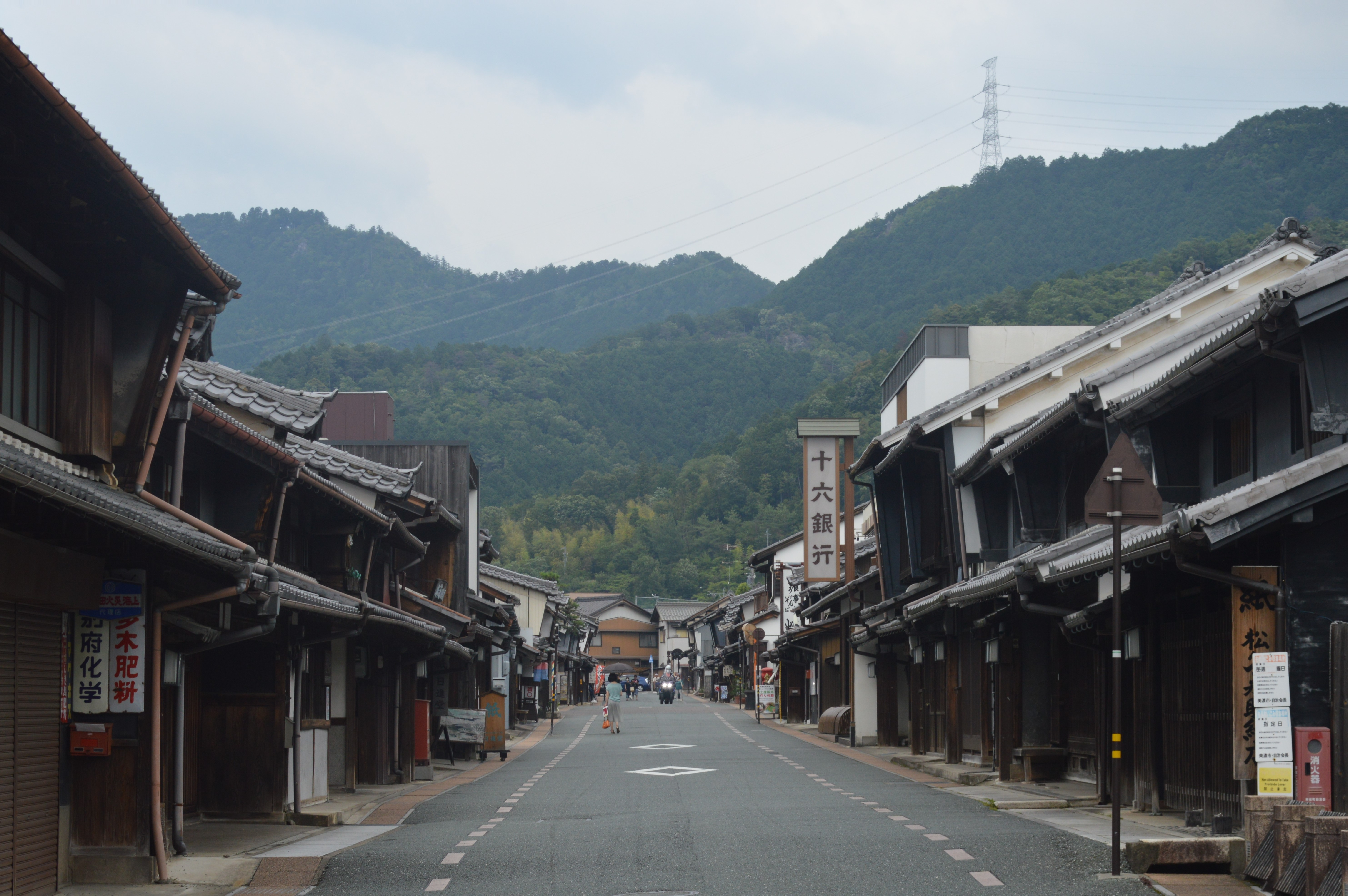
美濃町の一番町通り（2020年）。享保8年（1723年）の火災後、4間幅に拡げて再建したとされる。長近当時の道路幅については不明（当初から4間幅だったとの説もある）。

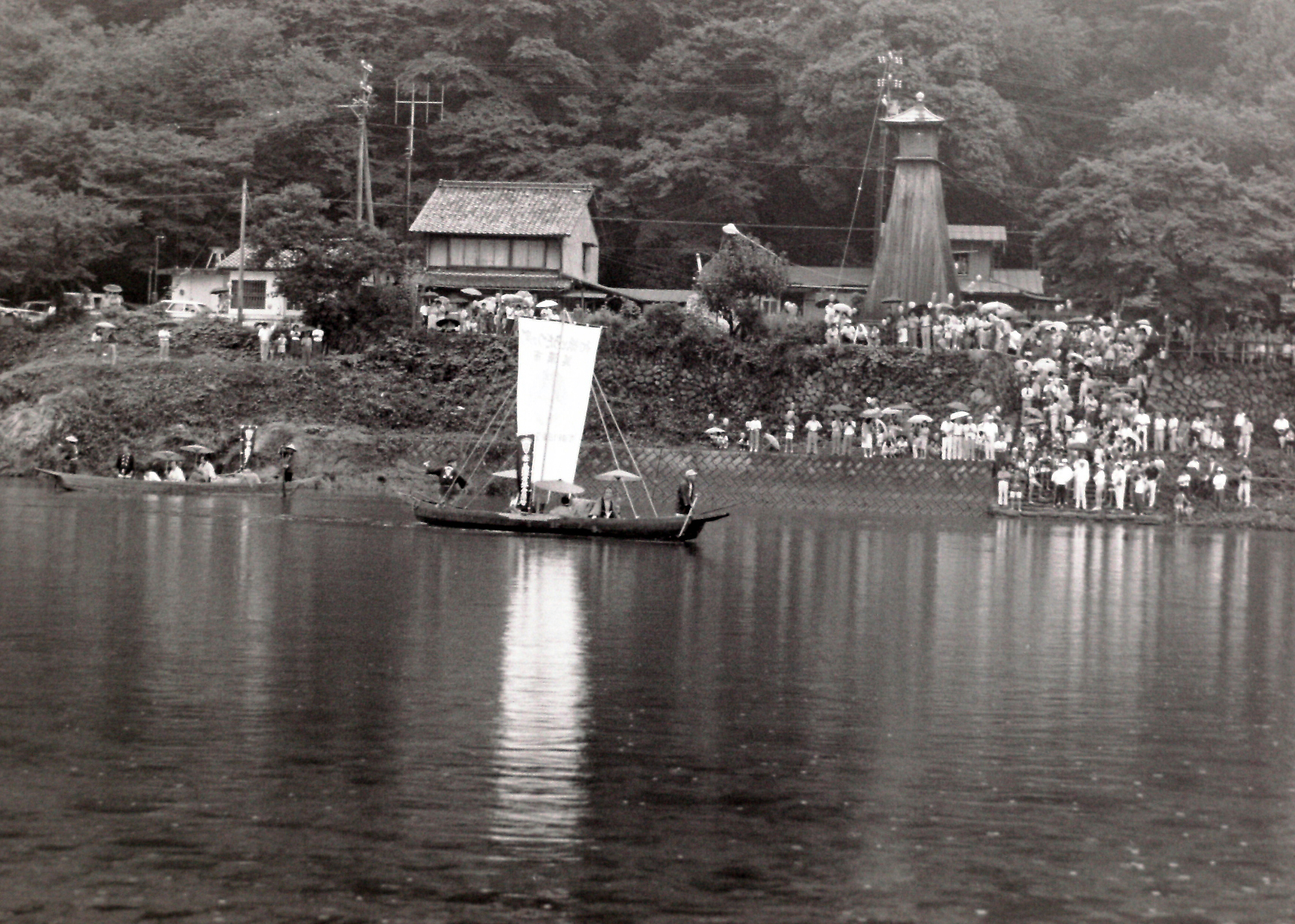
1988年に再現された、上有知湊からの舟運。明治期、岐阜までは船便で2時間ほどを要したという。

『和名抄』には「有知郷」が見える。のちに有知郷が分かれた地域の一つが上有知であり、周辺には同様に中有知（近代に中有知村が編成された。現在の美濃市中有知地域）、下有知（現在の関市下有知）の地名もある。上有知は現在の美濃市の中心部であるが、明治末年に上有知町が「美濃町」に改称したため（後述）、歴史的地名となっている。
上有知藩の廃藩後、上有知村は幕府に収公されたのち、元和元年（1615年）から尾張藩領となった。
上有知の町（美濃市美濃町伝統的建造物群保存地区に指定されている）は、「一番町」と「二番町」という2本の通りを4本の横町で結ぶ「目の字型」の街路で構成されている。金森長近が以前に手掛けた越前大野・飛騨高山の街並みや養子の可重による飛騨古川の町並みとの共通性や相違性について比較される。上有知湊は江戸時代を通じて発展し、上流は郡上郡下田（郡上市美並町上田）から下流は伊勢国桑名にいたる舟運があった。上有知の湊と結ばれた上有知の町は美濃和紙の産地及び物資集散の拠点として繁栄し、水運の要所としての役割は明治時代後期まで続いた。金森長近は上有知の町の基礎を築いた領主として崇敬され、清泰寺（臨済宗妙心寺派）の一角に「金森権現社」が建立されている。清泰寺はもともと佐藤氏が建立した寺で、金森長近も菩提寺として小倉山城内に移した。
天明3年（1783年）には尾張藩の上有知代官所が置かれ、明治期には武儀郡役所も置かれるなど、地域の行政中心地となった。1889年（明治22年）、町村制施行にともない上有知町が発足。1911年（明治44年）に上有知町は「美濃町」に改称した。美濃和紙の産地であることに因むという。この1911年（明治44年）は、岐阜市とを結ぶ美濃電気軌道（のちの名鉄美濃町線）が開通した年でもある。明治・大正期の道路・鉄道の整備により、輸送の主役は水運から陸運に移った。